# 大正ロマン号
大正ロマン号（たいしょうロマンごう） は、明知鉄道が明知線の恵那駅 - 明智駅間で運行する急行列車。

## 概要
明知鉄道には、もともと団体扱いで運転されていたイベント列車である「グルメ列車」（料理列車）が存在している。1987年7月のヘルシートレイン（寒天列車）を手始めに、きのこ列車（1996年9月）、山菜列車（1998年4月）、ビール列車（同年7月）と新企画を打ち出し、2014年時点では10種類のグルメ列車を走らせている。
だが、当該列車の運転により2時間程度列車のない時間帯ができてしまうこと、2011年はちょうど「大正100年」にあたり沿線の日本大正村がこれを記念したイベントを開催することから「グルメ列車」を「食堂車」扱いとし、また列車の間隔が空くこの時間帯に一般の乗客も利用できるように一般車を連結し、急行列車として運行が開始された。明知鉄道初の速達列車である。日本大正村のマスコット「ロマンちゃん」が描かれているヘッドマークも用意された。

## 運行概況
1日1往復の運行だが、月曜日のみ運休（月曜が祝日の場合は運転）となっている。
全車自由席で特別料金は不要だが、下り（明智行）のみ連結する「食堂車」の利用は予約が必要であり、予約は乗車5日前の15時が受付の締切となっている。

食堂車のマークとして交通新聞社の『JR時刻表』などの市販時刻表ではナイフとフォークが交差しているマークが使用されているが、JTBパブリッシングの『JTB時刻表』には昭和初期まで使用された和食堂車を表す盆に載ったお椀のマークが使用されている。

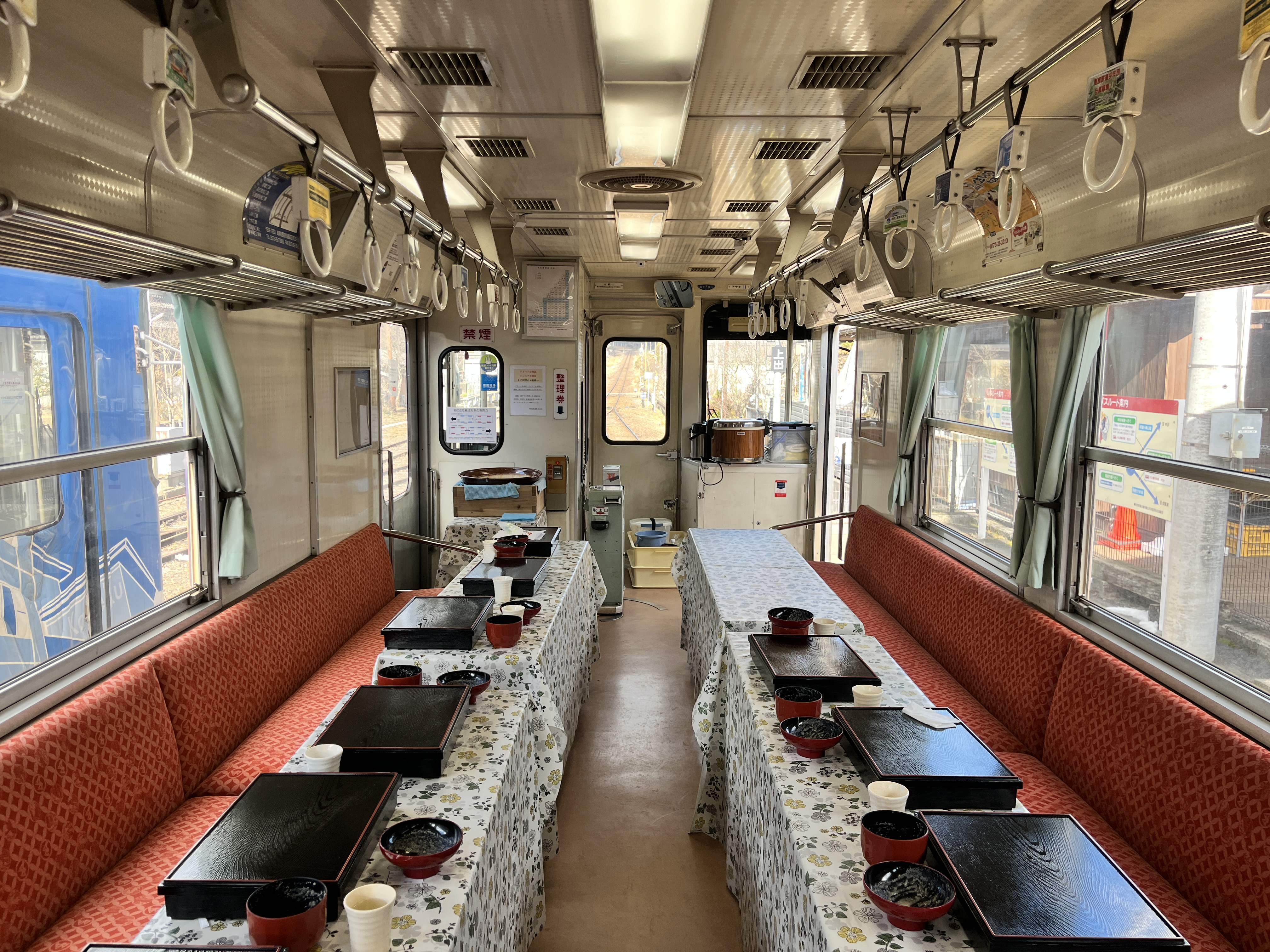
食堂車の車内の様子（2025年1月）
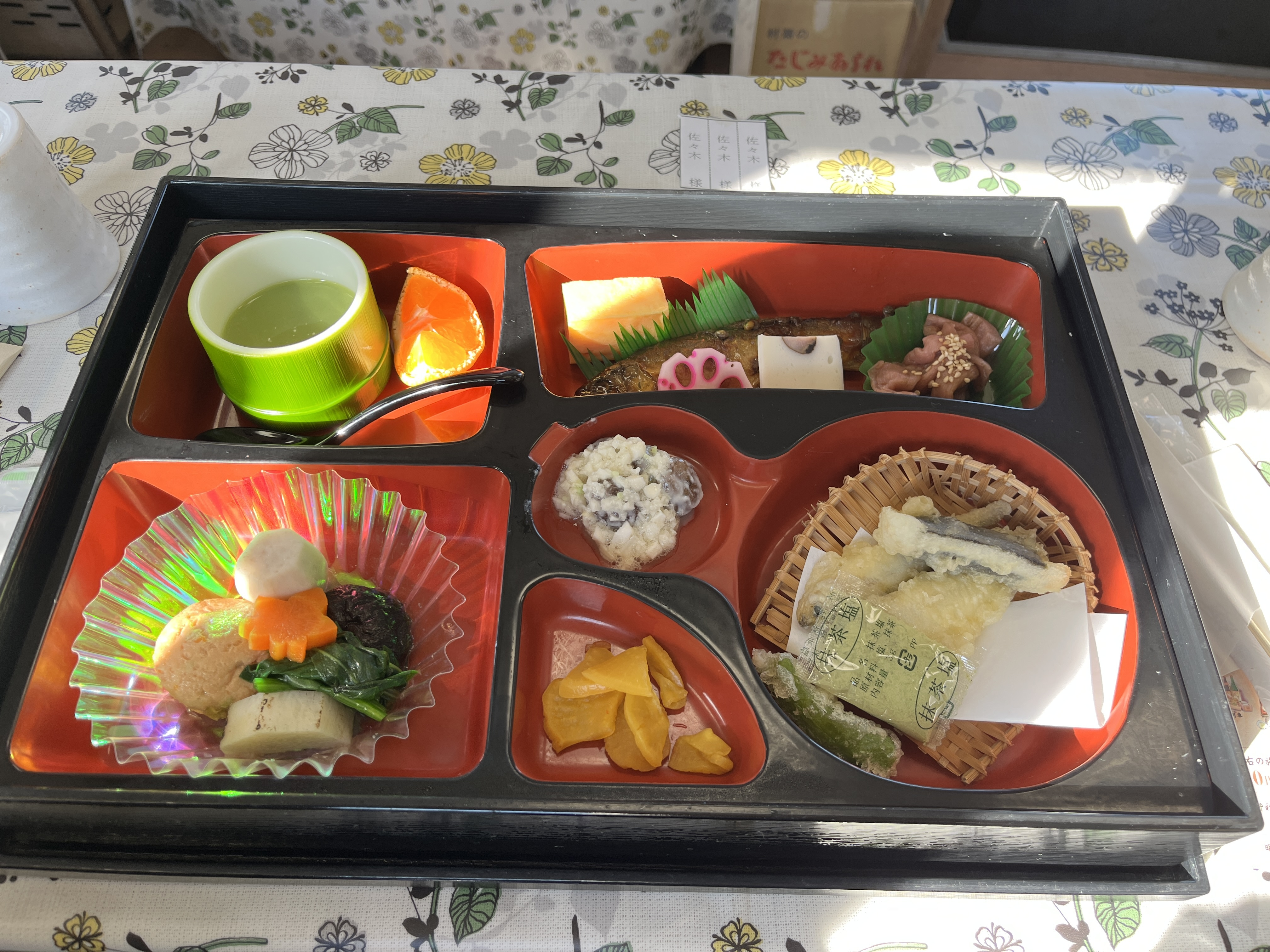
食堂車で提供される料理（2025年1月）
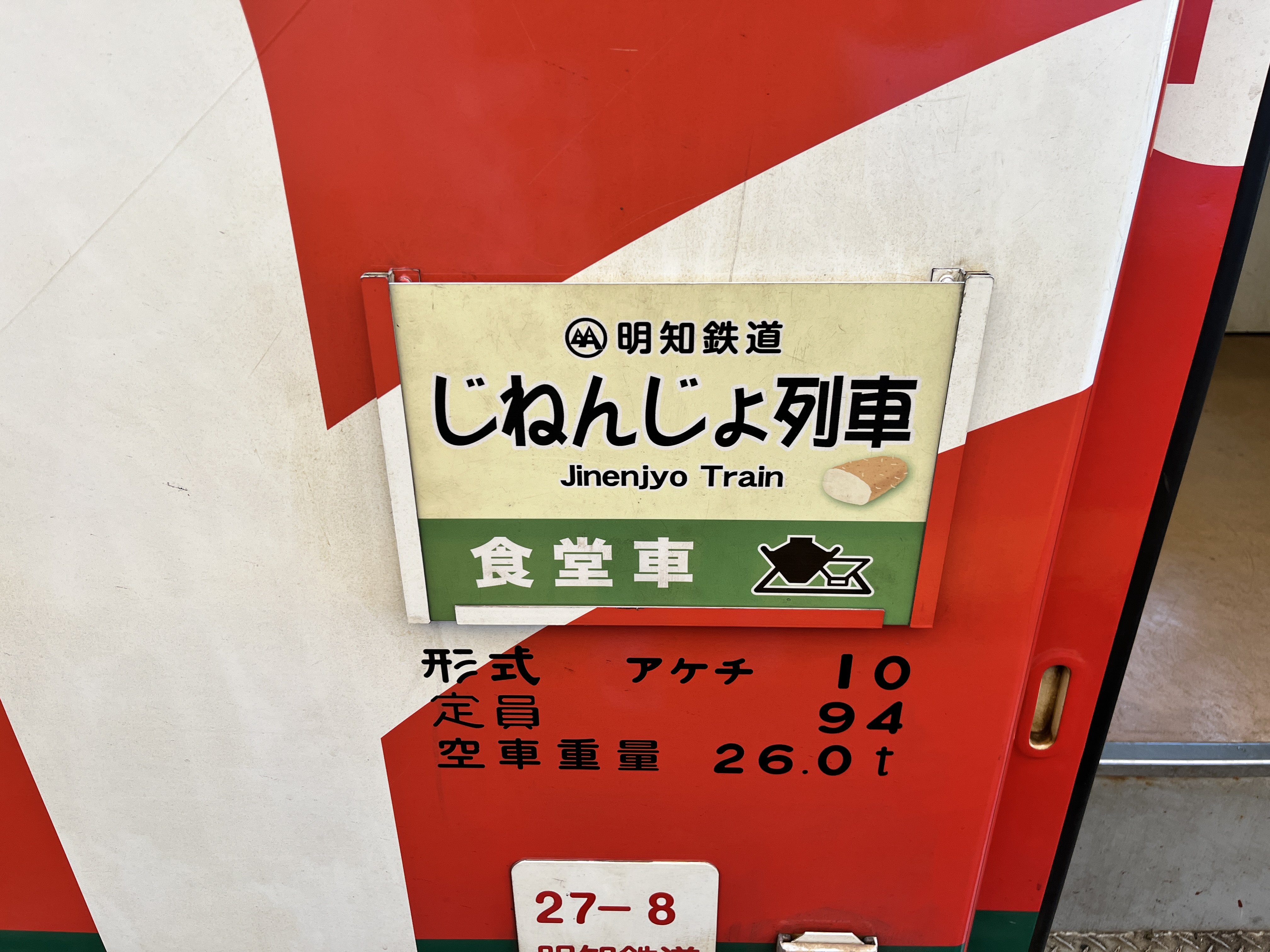
食堂車のサインボード（一例）。お椀の和食堂車記号が描かれている。

## 停車駅
恵那駅 - 阿木駅 - 極楽駅 - 岩村駅 - 花白温泉駅 - 山岡駅 - 明智駅

## 使用車両
基本的には明智方に一般車、恵那方に食堂車を繋いだ2両編成。「食堂車」はロングシート車のアケチ6形6・アケチ10形10・13・14号車にテーブルを配置して使用し、「一般車」はロングシート車またはセミクロスシート車のうち1両を使用。
2011年の実績では食堂車は最大3両まで増結され、一般車と合わせて最大4両編成で運転される。その場合恵那方が一般車となる。また逆に食堂車利用者が少ない場合、車内に仕切を設けて食堂車と一般車を分ける時もある。
食堂車設定のない日や、食堂車の予約が最少催行人数に満たない場合は一般車のみの運転となる。

## 沿革
- 2011年（平成23年）3月12日：大正ロマン号運転開始。
- 2012年（平成24年）3月17日：停車駅に極楽駅（下り列車のみ）と花白温泉駅が加わる。
- 2013年（平成25年）4月1日：本来運休日である月曜日にエイプリルフール企画として、団体列車「大正マロン号」が運転される（大正ロマン号のダイヤを利用）[4]。
- 2014年（平成26年）3月15日：停車駅に山岡駅が加わる。
- 2017年（平成29年）3月4日：上り列車も極楽駅に停車するようになる。